# 1385 Gelria
1385 Gelria је астероид главног астероидног појаса. Приближан пречник астероида је 22,19 ,
а средња удаљеност астероида од Сунца износи 2,740 астрономских јединица (АЈ).
Инклинација (нагиб) орбите у односу на раван еклиптике је 6,928 степени, а орбитални период износи 1656,873 дана (4,536 године). Ексцентрицитет орбите астероида износи 0,105.
Апсолутна магнитуда астероида износи 10,70 а геометријски албедо 0,188.
Астероид је откривен 24. маја 1935. године.